# Charging Bull

Charging Bull (Foto: 2001)

Charging Bull (dt. „angreifender Bulle“), auch als Wall Street Bull oder Bowling Green Bull bezeichnet, ist eine Bronzestatue des italienisch-amerikanischen Künstlers Arturo Di Modica (1941–2021), die im Bowling Green Park im Financial District in Manhattan, New York City steht. Sie wurde ursprünglich Ende 1989 als Streetart aufgestellt.

## Beschreibung
Die Statue hat ein Gewicht von 3,2 Tonnen und ist 3,4 Meter hoch mit einer Länge von 6 Metern. Der Bulle ist am Kapitalmarkt ein Symbol für steigende Kurse (Bullen- und Bärenmarkt) und soll den aggressiven finanziellen Optimismus und Erfolg durch seine angriffsbereite Haltung symbolisieren. Die Statue wird als Wall-Street-Erkennungsmerkmal angesehen und ist ein beliebtes Touristenziel.

## Geschichte
Arturo Di Modica arbeitete über zwei Jahre in seiner Künstlerwerkstatt in der Crosby Street in Soho am Charging Bull. Es war seine ehrgeizigste und massivste Arbeit an einer Skulptur überhaupt. Der Stier ist so groß, dass er in separaten Bronze-Stücken gegossen und dann zusammengeschweißt und per Hand vollendet werden musste. Die Skulptur war am Ende des Jahres 1989 fertig.
In den frühen Morgenstunden des Freitag, 15. Dezember 1989, ließ Di Modica mit ein paar Freunden den Charging Bull auf der Broad Street direkt vor dem New York Stock Exchange abstellen. Die Nacht zuvor war er die direkte Umgebung mit einer Stoppuhr abgegangen und stellte fest, dass alle fünf bis sechs Minuten die Polizeipatrouille kam. So wusste er, dass er den Stier innerhalb von viereinhalb Minuten hinstellen und selbst wegkommen musste. Aber an dem geplanten Morgen der Operation entdeckten Di Modica und seine Crew, dass die NYSE im Laufe des Tages einen großen Weihnachtsbaum installiert hatte, der den Weg versperrte. Di Modica konnte nicht einmal den Lkw wenden. So beschloss er, den Charging Bull unter den Baum zu legen, als ein gigantisches Weihnachtsgeschenk für die Stadt und die Welt. Am nächsten Tag kam der Charging Bull in Nachrichten der ganzen Welt, und enorme Massen von Schaulustigen und Medien fanden sich ein. 
Die Skulptur wurde am Ende des Tages von der NYSE entfernt, aber dank dem Park-Kommissar Henry Stern, Bürgermeister Ed Koch und Arturo Piccolo der Bowling Green Association wurde der Charging Bull dauerhaft in der Nähe am Bowling Green abgestellt. Der Charging Bull, der als ein Talisman für die Wall-Street-Händler und eine Quelle des Stolzes für alle Bewohner New York Citys gilt, steht bis heute und wurde schon von Millionen Touristen besucht.
Für die Dauer von einer Woche wurde am 8. März 2017 um Mitternacht, „keine sechs Meter entfernt“, die von Kristen Visbal geschaffene Bronze-Statue eines Mädchens errichtet, das sich dem Charging Bull entgegenstellt. Die Skulptur trägt den Titel Fearless Girl. Di Modica sah seine Rechte als Künstler verletzt und bemängelte, dass „Fearless Girl“ seine Arbeit „Charging Bull“ verändere und in ein Symbol von männlichem Chauvinismus verzerre.

## Bedeutung
Arturo Di Modica sah den Charging Bull als eine Möglichkeit, den Macher-Geist von Amerika und vor allem New York zu verkörpern. Er ist ein Symbol für diese Orte, an die Menschen aus der ganzen Welt unabhängig von ihrer Herkunft kommen und durch Entschlossenheit und harte Arbeit erfolgreich werden können. Di Modica sah dieses Symbol der Männlichkeit und des Mutes als das perfekte Gegenmittel gegen den Schwarzen Montag von 1987.

## Weitere Versionen
In der chinesischen Hafenstadt Ningbo stand eine täuschend echte Kopie des Charging Bull. Di Modica sagte dazu: „Ich bin stinksauer! Dieser Bulle ist für das amerikanische Volk und New York und niemanden sonst, außer jemand zahlt richtig viel Geld.“ Genauer gesagt: eine Million Dollar.
Einen zweiten Charging Bull hat Di Modica in Shanghai im Mai 2010 aufgestellt, er sieht jünger und stärker aus.
Eine dritte Version des Bullen wurde in Amsterdam am 4. Juli 2012 von Di Modica aufgestellt. Di Modica: „Es wäre für alle in Europa gut, eine Art von Motivation vom Maskottchen zu haben, denn Europa befindet sich in einer Wirtschaftskrise. Denkt positiv, gemeinsam werden wir es schaffen!“

## Verkauf des Charging Bull
2004 versteigerte Di Modica den Bullen für ein Mindestgebot von fünf Millionen Dollar. Ein Casino aus Las Vegas zeigte Interesse, bis dem Casino klargemacht wurde, dass der Bulle von seinem Standort nicht wegtransportiert werden darf und der Eigentümer mit einer Plakette gewürdigt wird.

## Trivia
- In dem Trailer vom Blockbuster  The Wolf of Wall Street taucht der Charging Bull kurz am Anfang auf.[6]
- Auf der Internetseite Earthcam.com kann man den Charging Bull Live beobachten.[7]

## Belege
1. ↑  Johanna Bruckner: Ein furchtloses Mädchen gegen die Männerdominanz der Finanzwelt. In: Süddeutsche Zeitung. 8. März 2017, abgerufen am 11. März 2017.
2. ↑  Christina Wallace: We All Love ‚The Fearless Girl.‘ But What About Fearless Women? In: Forbes. 8. März 2017, abgerufen am 11. März 2017 (englisch).
3. ↑  Renae Merle: ‘Fearless Girl’ ignites debate about art, Wall Street and the lack of female executives. The Washington Post, 20. April 2017, abgerufen am 8. September 2023 (englisch).
4. ↑  http://chargingbull.com/chargingbull.html
5. ↑  Ein Künstler in der Bullenfalle Die Welt vom 1. März 2007, abgerufen am 10. Februar 2016
6. ↑  Paramount Pictures: The Wolf of Wall Street Official Trailer auf YouTube, 16. Juni 2013, abgerufen am 25. Februar 2024 (Laufzeit: 2:14 min).
7. ↑  http://www.earthcam.com/usa/newyork/wallstreet/chargingbull/?cam=chargingbull_hd 11. Oktober 2015

Koordinaten: 40° 42′ 20,1″ N, 74° 0′ 48,3″ W